# Mountune Racing
A Mountune Racing é uma empresa britânica especializada em engenharia automotiva. Foi formado em 1980 em Maldon, Essex por David Mountain para fornecer motores do Mini para corrida.
No final dos anos 1980, a Mountune começou a preparar os motores Cosworth YB para o automobilismo, produzindo para vários campeonatos e criando uma associação de longo prazo com a Ford Motor Company.